# 김성수 (기업인)
김성수(1962년 ~ )는 대한민국의 기업인이다. 현재 카카오엔터테인먼트 대표이사 사장을 맡고 있다.

## 출신 학교
- 성동고등학교
- 고려대학교 불어불문학 학사
- 고려대학교 대학원 신문방송학 석사

## 주요 경력
- 1990.01 ~ 1991.01 : 제일기획 광고기획 영업국
- 1991.01 ~ 1994.12 : APEX 마케팅 팀장
- 1995.01 ~ 2000.06 : 투니버스 방송본부 편성 기획부장
- 2000.05 : (구) 오리온시네마네트워크 대표이사
- 2000.06 ~ 2001.06 : (구) 온미디어(현 CJ ENM) 총괄본부 본부장
- 2001.07 ~ 2003.07 : (구) 온미디어(현 CJ ENM) 최고운영책임자(COO)
- 2003.08 ~ 2009 : (구) 온미디어(현 CJ ENM) 대표이사 부사장
- 2004.03 ~ 2005.01 : e-스포츠협회 부회장
- 2009 ~ 2011.10 : CJ ENM 방송사업부문 대표, 부사장
- 2011.10 : CJ ENM 대표이사 부사장
- 2011.11 : CJ ENM 대표이사 사장
- CJ ENM 고문
- 2019.01 ~ 2021.03 : 카카오M 대표이사 사장
- 2021.03 ~ : 카카오엔터테인먼트 대표이사 사장
- 2022 ~ : 카카오 공동체얼라인먼트센터 센터장
- 2022.03 ~ : 카카오 이사회 의장